# رضا طالب‌اف
رضا طالب‌اف (ترکی آذربایجانی: Rza Vasif oğlu Talıbov؛ زادهٔ ۱۰ مهٔ ۱۹۸۲) سیاست‌مدار اهل جمهوری آذربایجان است.